# 앙카라 전투
앙카라 전투, 혹은 앙고라 전투라 불리는 이 전투는 1402년 7월 20일 쿠북(지금의 앙카라 근처)에 있는 벌판에서 오스만 투르크의 술탄 바예지드 1세와 티무르 제국의 지배자 티무르가 지휘하는 투르크-몽골계 군단간에 벌어진 싸움이다.

## 배경
트란스옥시아나 출신의 투르크-몽골계통 세력의 지도자 티무르는 칭기스칸의 시대 이후로 가장 강력한 중앙아시아의 지도자였다. 티무르는 투르키스탄의 튀르크 귀족가문의 지파 출신으로, 길고 가혹한 싸움을 통해 몽골 제국을 부흥시키고자 하였다. 티무르는 1390년 그루지야와 아르메니아를 점령하여 오스만 투르크의 국경까지 자신의 제국을 확장하였다. 두 강대국은 얼마 안 있어 직접적인 다툼을 벌이게 되었다.
바예지드 1세는 티무르에게 충성을 맹세한 투르크계 제후들에게 공물을 요구했고, 이를 거절하면 침략하겠다는 협박을 했다. 티무르는 바예지드를 모욕함으로써 오스만 투르크의 이와같은 행동을 저지하고 1400년 오스만 투르크의 도시인 세바스테(현대는 시바스라고 불림)를 약탈했다. 티무르가 동쪽에서 아나톨리아를 공격했을 때 바예지드는 도발되어 격노한 행동을 취하게 되었다. 바예지드는 군대를 소집한 후 앙카라 근처에서 티무르의 군대와 대치하게 되었다. 전투는 처음부터 티무르와 바예지드가 수년간 교환한 모욕적인 편지의 극치였다.

## 군대
군대의 규모는 서로 엇비슷했다. 비록 현장 목격자의 기록에 따르면 티무르의 막사에 백만의 군세가 모여있다고 했지만, 실제로는 약 20만 정도 가까이 되었을 것이다. 그리고 바예지드의 군대규모도 티무르의 군세와 대략 비슷한 숫자였을 것이다. 바예지드의 군세는 주로 보병들과 세르비아 군주 스테판 라자레빅이 지휘하는 세르비아 중장기병으로 이루어져 있었다. 티무르의 군대에는 거의 대부분이 기병이었으며 전투용 코끼리에 탑승한 소수의 인도인도 포함되어 있었다.

## 전투

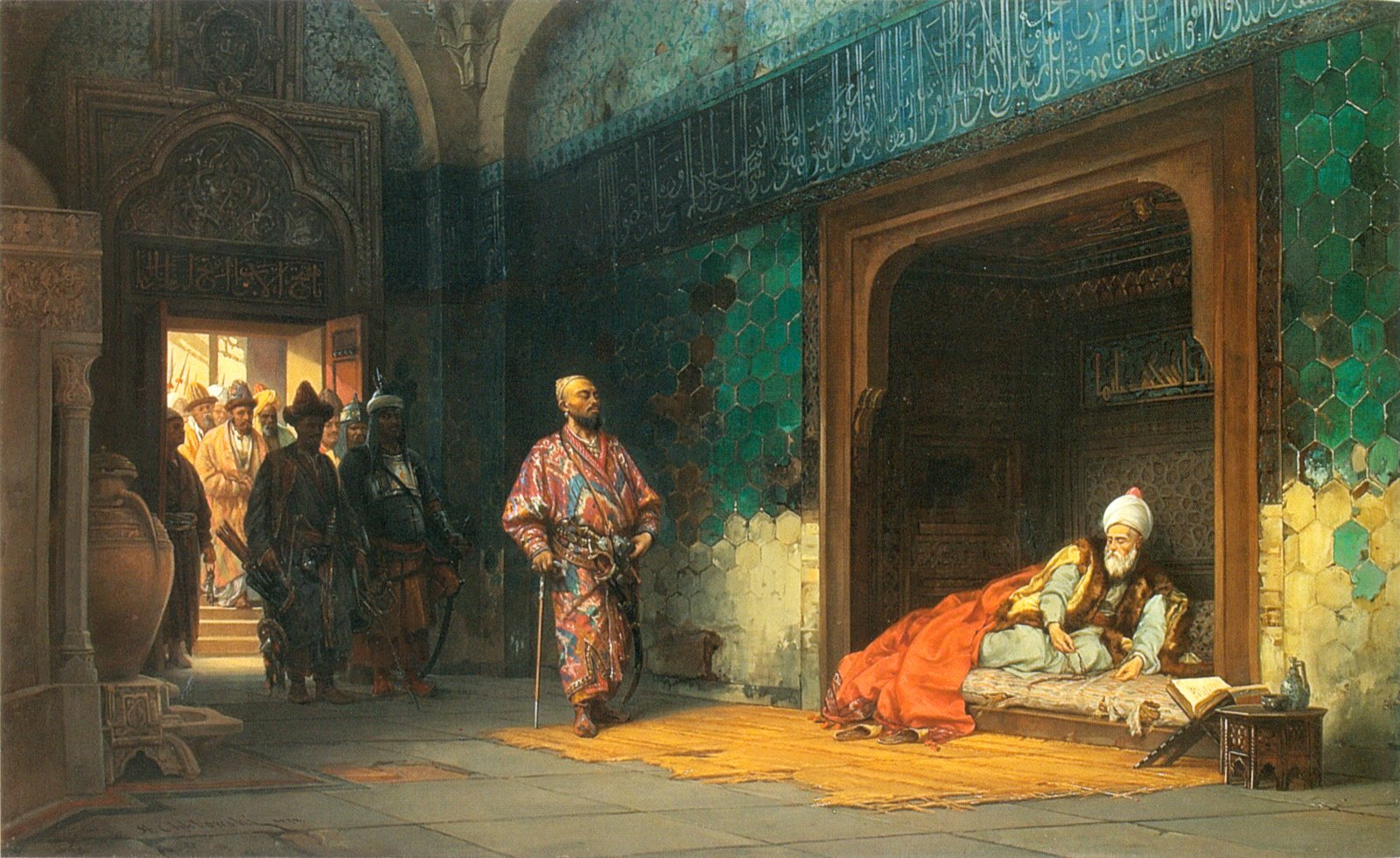
스타니스와프 흐레보프스키가 그린 티무르와 감옥속의 술탄 바예지드(1878년작), 티무르에게 붙잡힌 바예지드 1세를 묘사한 것이다.

전투는 오스만 군의 거대한 규모의 공격과 이에 대한 티무르 군의 궁기병대가 쏘아올린 화살의 파도로 시작되었다. 수천명이 죽고 많은 이들이 포위되었다. 전투도중, 양군에게 주된 수원이던 쿠북강이 티무르에 의해 수류의 흐름이 바뀌어 쿠북 마을 근처에 있는 수원지로 흐르게 되었고 이로 인해 오스만 군은 물을 얻지 못하게 되었다. 최후의 전투는 쿠북 계곡의 주된 지역인 카탈 언덕에서 일어났다. 목마르고 지친 오스만 군은 패배했고, 바예지드는 소수의 기병들과 함께 근처의 산으로 도망치려 하였다. 그러나 티무르는 산을 둘러싸고 수적으로 바예지드를 압도하여 곧 결국 그를 체포했다. 비록 수적으로 압도된 것도 있지만, 오스만 군은 바예지드를 홀로 남겨두고, 티무르 군에 참가한 타타르군과 아나톨리아 출신의 사파위들의 이탈로 인해 약화되었다.

## 영향
유럽인들은 처음에는 티무르의 침략에 고무되었다. 그리고 티무르의 지원하에 제노바인들은 갈라타의 성벽에 몽골의 군기를 걸었다고 한다. 그러나 몇 달 후 티무르가 아나톨리아에서 오스만 세력을 괴멸시키는 것을 보고, 다음 목표는 자신들이라는 공포가 유럽인들을 옥죄었다. 앙카라의 전투는 오스만 투르크가 주도권을 장악하고 있던 발칸의 정치적인 상황에 일시적인 영향을 끼쳤다.
티무르의 침략으로 인해, 콘스탄티노폴리스의 공격은 연기되었고 오스만 투르크의 군대는 새로운 위협에 저항하기 위해 발칸 땅에서 퇴각했다. 이 사건은 바예지드 자신이 생포되었음에도 불구하고, 바예지드의 아들들은 자유롭게 살아있었기 때문에 오스만 투르크를 내분으로 갈라지게 하였다. 바예지드의 네 아들의 내전의 결과로 대부분의 오스만 투르크는 유럽으로 달아났다. 오스만의 일시적인 약화는 비잔티움 제국의 멸망과 오스만 제국의 최종적인 발칸 점령을 일시적으로 지연시켰다.